# Вирьё-ле-Пети
Вирьё-ле-Пети́ (фр. Virieu-le-Petit) — коммуна во Франции, находится в регионе Рона — Альпы. Департамент — Эн. Входит в состав кантона Шампань-ан-Вальроме. Округ коммуны — Белле.
Код INSEE коммуны — 01453.

## География
Коммуна расположена приблизительно в 420 км к юго-востоку от Парижа, в 75 км восточнее Лиона, в 55 км к юго-востоку от Бурк-ан-Бреса.
По территории коммуны протекает река Арвьер (фр. Arvières).

## Климат
Климат полуконтинентальный с холодной зимой и тёплым летом. Дожди бывают нечасто, в основном летом.

## Население
Население коммуны на 2010 год составляло 309 человек.
| 1962 | 1968 | 1975 | 1982 | 1990 | 1999 | 2010 |
| ---- | ---- | ---- | ---- | ---- | ---- | ---- |
| 277  | 235  | 198  | 295  | 279  | 281  | 309  |

## Администрация
| Период | Период | Фамилия         | Партия | Примечания |
| ------ | ------ | --------------- | ------ | ---------- |
| 1988   | 2008   | Хельмут Шванцер |        |            |
| 2008   | 2020   | Ален Бертолино  |        |            |

## Экономика
В 2010 году среди 201 человека трудоспособного возраста (15—64 лет) 122 были экономически активными, 79 — неактивными (показатель активности — 60,7 %, в 1999 году было 62,2 %). Из 122 активных жителей работали 118 человек (64 мужчины и 54 женщины), безработных было 4 (1 мужчина и 3 женщины). Среди 79 неактивных 15 человек были учениками или студентами, 18 — пенсионерами, 46 были неактивными по другим причинам.